# Mile Mrkšić
Mile Mrkšić (Gvozd, 20. srpnja 1947. – Lisabon, Portugal, 16. kolovoza 2015.), bivši srpski zapovjednik JNA, vojni vođa pobunjenih Srba u Hrvatskoj te general i čelnik Republike Srpske Krajine, osuđeni ratni zločinac.

## Životopis
Mile Mrkšić je bio pukovnik JNA i zapovjednik Prve motorizirane gardijske brigade JNA, glavne udarne sile srpske armije u bitci za Vukovar. Pod nadzorom je imao sve srpske postrojbe koje su se zatekle na tom području i opsjedale Vukovar: JNA, Teritorijalnu obranu i srpske paravojne jedinice. Nakon opsade Vukovara odlikovan je i unaprijeđen u čin generala u Jugoslavenskoj armiji (JA) da bi kasnije postao zapovjednikom Srpske vojske Krajine. 
Optužen je za ubojstvo 260 civila, pacijenata bolnice iz Vukovara na Ovčari. Dobrovoljno se predao u Haag 15. svibnja 2002. Optužen je zajedno sa Šljivančaninom, Radićem i Dokmanovićem pred Međunarodnim sudom za ratne zločine počinjene na području bivše Jugoslavije, te osuđen 2007. godine na kaznu od 20 godina zatvora, koja je potvrđena potpunim odbacivanjem svih njegovih žalbi 2009. godine. Umro je 16. kolovoza 2015. od posljedica raka na odsluženju zatvorske kazne u Portugalu. 